# Clinocera queenslandica
Clinocera queenslandica är en tvåvingeart som beskrevs av Sinclair 2000. Clinocera queenslandica ingår i släktet Clinocera och familjen dansflugor. Inga underarter finns listade i Catalogue of Life.